# Chrysohypnum polygamum
Chrysohypnum polygamum là một loài rêu trong họ Amblystegiaceae. Loài này được Schimp. Loeske mô tả khoa học đầu tiên năm 1903.